# Pseudosynagelides yorkensis
Pseudosynagelides yorkensis är en spindelart som beskrevs av Zabka 1991. Pseudosynagelides yorkensis ingår i släktet Pseudosynagelides och familjen hoppspindlar. Inga underarter finns listade i Catalogue of Life.